# Elise Kellond-Knight
Elise Kellond-Knight (Southport, 10 d'agost de 1990) és una centrecampista de futbol internacional des de 2007 amb Austràlia, amb la qual ha guanyat una Copa Asiàtica i ha jugat els Mundials 2011 i 2015. Va ser escollida al All-Star Team de tots dos, i en tots dos anys va ser nomenada millor jugadora d'Austràlia. A nivel de clubs ha guanyat una Lliga d'Austràlia amb el Brisbane Roar.

## Trajectòria
- Brisbane Roar (2008 - 2015)
- Fortuna Hjorring (11/12)
- Iga Kunoichi (2014)
- Turbine Potsdam (15/16 - act.)